# Menjamel emmascarat
El menjamel emmascarat (Ptilotula keartlandi) és un ocell de la família dels melifàgids (Meliphagidae).

## Hàbitat i distribució
habita sabanes, mulga i mallee de zones àrides costaneres des de Austràlia Occidental, cap a l'est, a través del centre del Territori del Nord i nord-oest d'Austràlia Meridional fins l'oest de Queensland.